# 이강 (뮤지컬 배우)
이강(1983년 8월 15일 ~ )은 대한민국의 뮤지컬 배우다.
활동명 '이강'은 아버지 성 '이'와 어머니 성 '강'을 합쳐 만들어진 이름이다.

## 방송
- 더블 캐스팅 (2020) - Top44
- 전국노래자랑 (2024) -